# Gyrostipula comorensis
Gyrostipula comorensis är en måreväxtart som beskrevs av J.-f.Leroy. Gyrostipula comorensis ingår i släktet Gyrostipula och familjen måreväxter.
Artens utbredningsområde är Komorerna. Inga underarter finns listade i Catalogue of Life.